# San Mateo (Califórnia)
San Mateo é uma cidade localizada no estado norte-americano da Califórnia, no condado de San Mateo, na península de São Francisco. Situa-se cerca de 32 km ao sul de São Francisco, fazendo fronteira com Burlingame ao norte, Hillsborough a oeste, baía de São Francisco e Foster City a leste e Belmont ao sul. Foi incorporada em 1894.
Com mais de 105 mil habitantes, de acordo com o censo nacional de 2020, é a 68ª cidade mais populosa do estado e a 301ª mais populosa do país. Tornou-se a cidade mais populosa do condado de San Mateo, ultrapassando Daly City. É também a quarta cidade mais densamente povoada do condado. Quase 14% da população total do condado de San Mateo vive na cidade.
San Mateo tem um clima mediterrâneo e é conhecida por sua rica história no centro da área da baía de São Francisco. Alguns dos maiores impulsionadores econômicos da cidade incluem tecnologia, saúde e educação. Um importante estúdio da empresa desenvolvedora de jogos Capcom localiza-se na cidade.

## Geografia
De acordo com o Departamento do Censo dos Estados Unidos, a cidade tem uma área de 41 km², dos quais 31,4 km² estão cobertos por terra e 9,6 km² (23,4%) por água.

## Demografia
Desde 1900, o crescimento populacional médio, a cada dez anos, é de 47,6%.

### Censo 2020
De acordo o censo nacional de 2020, a sua população é de 105 661 habitantes e sua densidade populacional de 3 362,1 hab/km². Seu crescimento populacional na última década foi de 8,7%, acima do crescimento estadual de 6,1%. É a 68ª cidade mais populosa da Califórnia e a 301ª mais populosa dos Estados Unidos. Ultrapassou Daly City e se tornou a cidade mais populosa do condado de San Mateo. Ocupa a quarta posição de cidade mais densamente povoada do condado.
Possui 42 229 residências que resulta em uma densidade de 1 343,7 residências/km² e um aumento de 5,5% em relação ao censo anterior. Deste total, 4,7% das unidades habitacionais estão desocupadas. A média de ocupação é de 2,6 pessoas por residência.
A renda familiar média é de 105 661 dólares e a taxa de emprego é de 70,6%.

### Censo 2010
Segundo o censo nacional de 2010, a sua população era de 97 207 habitantes e sua densidade populacional de 3 094,13 hab/km². Possuía 40 014 residências que resultava em uma densidade de 1 273,66 residências/km².

## Marcos históricos
O Registro Nacional de Lugares Históricos lista sete marcos históricos em San Mateo. O primeiro marco foi designado em 18 de abril de 1988 e o mais recente em 20 de junho de 2016, o X-100.